# دانیل داریو
دانیل ایون ماری آنتوانت داریو (به فرانسوی: Danielle Yvonne Marie Antoinette Darrieux) (زاده ۱ مهٔ ۱۹۱۷ – درگذشته ۱۷ اکتبر ۲۰۱۷) هنرپیشه فرانسوی بود.
دانیل داریو در ۱۷ اکتبر ۲۰۱۷، در حالی که ۱۶۹ روز از تولد صد سالگیش می‌گذشت درگذشت.

## فیلم شناسی
- چرخ و فلک
- جوان، زیبا و ثروتمند
- عاشق لیدی چترلی
- سرخ و سیاه
- سوء استفاده از اعتماد
- مجلس رقص
- چشم پاریس
- یکشنبه زندگی
- پرسپولیس (انیمیشن)
- قلبم تو را می‌خواند

## پیودن به بیرون
- دانیل داریو در بانک اطلاعات اینترنتی فیلم‌ها (IMDb)
- دانیل داریو در تی‌سی‌ام
- دانیل داریو در آل‌مووی
- Danielle Darrieux at filmsdefrance.com
- Photographs of Danielle Darrieux
- L'Encinémathèque بایگانی‌شده  در ۱۳ آوریل ۲۰۱۶ توسط Wayback Machine at Encinémathèque (فرانسوی)